# Wölfis
Wölfis är en ortsteil i kommunen Ohrdruf i Landkreis Gotha i förbundslandet Thüringen i Tyskland. Wölfis var en kommun fram till 1 januari 2019 när den uppgick i Ohrdruf. Kommunen Wölfis hade 1 454 invånare 2018.